# Fiorenzo Maschera
Fiorenzo Maschera (Brescia, 1541 – Brescia, 16 luglio 1584) è stato un compositore e organista italiano del Duomo vecchio di Brescia di Brescia e della Chiesa dello Spirito Santo a Venezia.

## Vita
Inizialmente studia con il padre, Bartolomeo Maschera, insegnante di latino e greco, poi con l'organista e compositore Claudio Merulo.
Fu organista presso la Chiesa dello Spirito Santo a Venezia, poi dal 1557 al 1584, prese il posto di Merulo come organista presso il Duomo di Brescia. 
Il 6 aprile del 1573, riceve la tonsura clericale dal vescovo di Cremona, futuro Papa Gregorio XIV, probabilmente per permettergli di usufruire di un beneficio ecclesiastico.
Maschera è spesso citato in relazione al liutaio Gasparo da Salò, che lavorò a Brescia.
Fu conosciuto per le sue 21 canzoni strumentali a quattro voci, apparse nel 1582, con il titolo: "Libro primo de canzoni da sonare a quattro voci". Sono tra le opere italiane più antiche sopravvissute pubblicate appositamente per uno strumento e non provengono da canoni vocali. Ristampe del libro apparvero nel 1584 e nel 1588. Tuttavia, due delle canzoni erano già presenti nella "Tabolatura citthara"  di Paolo Virchi.
Altre opere di Maschera furono stampate in varie antologie, in Italia e in Germania. La natura in quattro parti delle opere consente loro di essere eseguite su uno strumento a tastiera, ma le opere erano destinate a un ensemble strumentale, soprattutto data la reputazione di Maschera come gambista e violinista.